# 达尔富尔广播电台
达尔富尔广播电台（英语：Radio Dabanga 或 Radio Darfur），是一家由苏丹达尔富尔人设立的短波秘密电台，位于荷兰阿姆斯特丹，对苏丹西部的达尔富尔地区广播，开播于2008年12月1日。电台以达尔富尔阿拉伯语进行广播，最初每天播出时间是一小时，后改为每天播出四小时。此外还开通了卫星电视节目。

## 现况
达尔富尔广播电台的新闻消息通常在苏丹达尔富尔地区及其他地方报道，它向达尔富尔人提供独立的新闻和相关消息，包括当地流离失所者和难民。在2009年9月至10月进行的听众调查发现，达尔富尔广播电台是达尔富尔所有广播电台中听众最多的广播电台，也被认为是在达尔富尔最受欢迎的媒体（虽然电台位于荷兰阿姆斯特丹）。

## 广播时间与频率
| 时间        | 频率     | 发射地                    | 功率  |
| 12:30-13:00 | 9600kHz  | 法国伊苏丹                | 250kW |
| 12:30-13:00 | 13800kHz | 马达加斯加塔拉塔-Volondri | 250kW |
| 23:30-00:00 | 15150kHz | 马达加斯加塔拉塔-Volondri | 250kW |
| 23:30-00:00 | 15550kHz | 梵蒂冈                    | 250kW |

- 以上时间均为北京时间（UTC+8）。